# Tygodnik Konecki
Tygodnik Konecki – lokalny tygodnik, obejmujący swoim zasięgiem miasta Końskie, Stąporków, Radoszyce i Gowarczów oraz gminy Ruda Maleniecka, Fałków, Radoszyce, Gowarczów, Słupia, Smyków. Ukazuje się od 1996 roku.
Tygodnik Konecki jest członkiem Stowarzyszenia Gazet Lokalnych.
Autorem logotypu Tygodnika Koneckiego oraz osobą odpowiedzialną za łamanie i skład był Konrad Klusek. Początkowy skład gazety odbywał się w redakcji oraz w Studiu Reklamowym Adam Kwiel.
Tygodnik ukazuje się w środy.
Obecnie siedziba Tygodnika Koneckiego znajduje się w Starachowicach. Redakcja w Końskich została zlikwidowana.